# 坂本善三
坂本 善三（さかもと ぜんぞう、1911年3月15日 - 1987年10月14日）は、日本の洋画家。

## 概要
「グレーの画家」と呼ばれる。グレーと黒を主体にした独自の抽象画は、東洋の寡黙、沈黙の錬金術などとも評じられる。1986年のFIEST展（フランス、パリ）で、リトグラフィ「構成80」が専門家賞（Prix Professionnel）を受賞するなど、国際的にも評価が高い。
作品の収蔵は文化庁、栃木県立美術館、熊本県立美術館、福岡市美術館、北九州市立美術館、坂本善三美術館ほか。熊日社会賞、西日本文化賞、第1回長谷川仁記念賞、熊本県文化懇話会賞受賞。熊本県近代文化功労者。
熊本県阿蘇郡小国町には、坂本善三の作品など約500点を収蔵、展示する坂本善三美術館がある。

## 経歴
- 1911年 - 熊本県阿蘇郡小国町宮原に、坂本謙吉、イカの3男として生まれる。
- 1929年 - 大津中学校（現・熊本県立大津高等学校）卒業。本郷絵画研究所に入り、岡田三郎助に師事。
- 1931年 - 帝国美術学校（現・武蔵野美術大学）西洋画科入学。第1回独立展出品。
- 1933年 - 東京日日新聞社において第1回個展開催。
- 1934年 - 帝国美術学校は、3年次終了で中退。
- 1935年 - 兵役に。1945年まで3度応集。
- 1946年 - 長い兵役の後、熊本に帰郷し、阿蘇坊中で制作。風景、静物をモチーフにした写実的な半具象の作品を描く。
- 1947年 - 第15回独立展、独立賞受賞。
- 1949年 - 独立美術協会会員となる。
- 1952年 - 熊本市に転居。
- 1957年 - ヨーロッパへ。フランス・パリを拠点に、スペイン、イギリス、ドイツ、イタリアなど各地を訪れる。
- 1959年 - 帰国。熊本市にて制作。作品が日本の風土や生活にねざした抽象画へと変化をはじめる。
- 1965年 - 第33回独立展で児島賞受賞。
- 1967年 - 第35回独立展でG賞受賞。
- 1968年 - 九州産業大学教授に就任。
- 1973年 - 熊本県美術家連盟会長となり、以後5期10年務める。
- 1978年 - 熊本県近代文化功労者として表彰される。
- 1985年 - 熊本県立美術館で「坂本善三展」を開催。
- 1986年 - FIEST展（パリ）で、リトグラフィ「構成80」が専門家賞（Prix Professionnel）を受賞。
- 1987年 - 熊本市で没。76歳。

## 主な作品
- 「形」
- 「連帯」
- 「構成」
- 「灰色の中の青」
- 「城」